# Kalkpoten

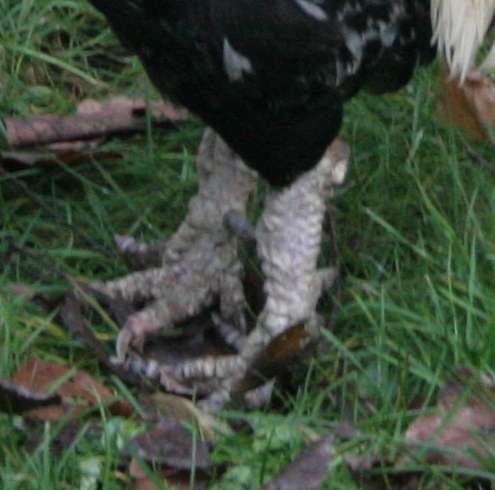
Kalkpoten bij een haan

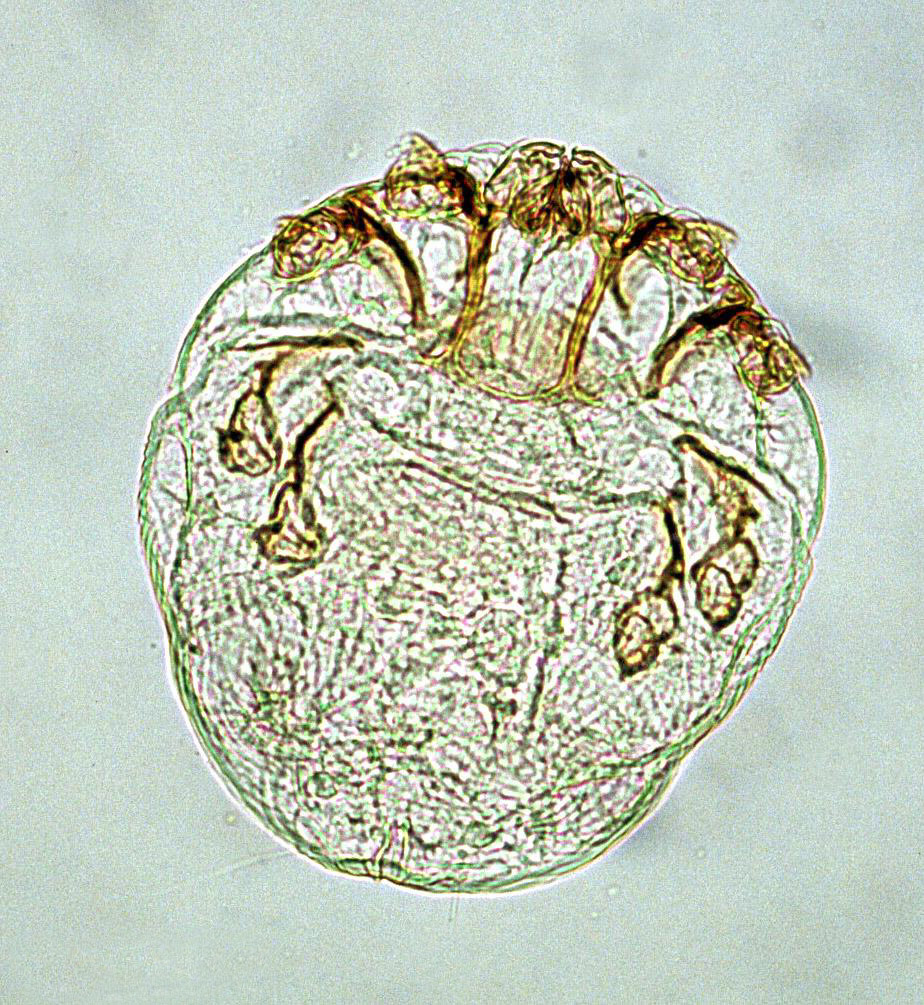
Mijt

Kalkpoten is een ziekte bij pluimvee en andere vogels, waarbij de poten onder invloed van een mijt verdikken en pijn veroorzaken. Het is een vorm van schurft.

## Verwekker
Kalkpoten worden door mijten van de soort Cnemidocoptes (meestal C. mutans) veroorzaakt, spinachtigen die slechts tienden van millimeters groot zijn. De mijten boren gangen door het hoornige oppervlak van een vogelpoot en leven van het bloed van de vogel.

## Verschijnselen
De schubben van de poten zetten uit en er kan een witte substantie geconstateerd worden. Vogels met kalkpoten pikken naar hun poten en zitten niet graag op stok. Kalkpoten kunnen een bedreiging zijn voor de vitaliteit van vogels. In extreme gevallen kunnen de tenen ook afsterven.

## Invloed van leeftijd
Opvallend is dat vooral oudere dieren door de mijten aangevallen worden en jonge dieren vrijwel niet.

## Behandeling
Er bestaan veel verschillende behandelingsmethoden, die de mijt ofwel chemisch aanvallen of door zuurstofgebrek doden.
- Bij de dierenarts is er een middel (Ivermectine) te halen tegen deze mijt.
- Vaseline kan gebruikt worden om de poten luchtdicht in te smeren.
- Ook andere mengsels van vet en petroleum worden regelmatig ingezet.

Tijdens de behandeling met vettige smeersels kunnen de schubben met de dode mijten voorzichtig verwijderd worden.
Het is zinvol dieren met kalkpoten van andere gezonde dieren te scheiden.